# トーマス・アルメイダ
トーマス・アルメイダ（Thomas Almeida、1991年7月31日 - ）は、ブラジルの男性総合格闘家。サンパウロ州サンパウロ出身。シュートボクセ・アカデミー/マカコ・ゴールド・チーム所属。元Legacy FCバンタム級王者。

## 来歴
ブラジリアン柔術を学び、2011年に総合格闘技デビュー。
2014年6月20日、Legacy FCバンタム級王座決定戦でカイオ・マチャドと対戦し、左ボディブローでKO勝ちを収め王座獲得に成功した。

### UFC
2014年11月8日、UFC初参戦となったUFC Fight Night: Shogun vs. St. Preuxでティム・ゴーマンと対戦し、3-0の判定勝ち。ファイト・オブ・ザ・ナイトを受賞した。
2015年4月25日、UFC 186でイヴ・ジャブエンと対戦し、パンチラッシュでTKO勝ち。パフォーマンス・オブ・ザ・ナイトを受賞した。
2015年7月11日、UFC 189でブラッド・ピケットと対戦し、左跳び膝蹴りでKO勝ち。パフォーマンス・オブ・ザ・ナイトを受賞した。
2015年11月7日、UFC Fight Night: Belfort vs. Henderson 3でアンソニー・バーチャックと対戦し、右ストレートでKO勝ち。パフォーマンス・オブ・ザ・ナイトを受賞した。
2016年3月2日、リーボックとスポンサー契約を結んだ。
2016年5月29日、UFC Fight Night: Almeida vs. Garbrandtでコーディ・ガーブラントと対戦し、パウンドでKO負けを喫しキャリア初黒星となった。
2016年11月19日、UFC Fight Night: Mousasi vs. Hall 2でアルバート・モラレスと対戦し、パンチ連打でTKO勝ち。パフォーマンス・オブ・ザ・ナイトを受賞した。
2017年7月22日、UFC on FOX 25でバンタム級ランキング4位のジミー・リベラと対戦し、0-3の判定負け。
2018年1月20日、UFC 220でバンタム級ランキング14位のロブ・フォントと対戦し、右アッパーでTKO負け。
2020年10月18日、約2年9か月ぶりの復帰戦となったUFC Fight Night: Ortega vs. The Korean Zombieでジョナサン・マルティネスと対戦し、0-3の判定負け。3連敗となった。
2021年10月1日、UFCからリリースされた。

## 戦績
| 総合格闘技 戦績 | 総合格闘技 戦績 | 総合格闘技 戦績 | 総合格闘技 戦績 | 総合格闘技 戦績 | 総合格闘技 戦績 | 総合格闘技 戦績 |
| --------------- | --------------- | --------------- | --------------- | --------------- | --------------- | --------------- |
| 27 試合         | (T)KO           | 一本            | 判定            | その他          | 引き分け        | 無効試合        |
| 22 勝           | 17              | 4               | 1               | 0               | 0               | 0               |
| 5 敗            | 3               | 0               | 2               | 0               | 0               | 0               |

| 勝敗 | 対戦相手                 | 試合結果                            | 大会名                                                            | 開催年月日     |
| ×    | ショーン・オマリー       | 3R 3:52 KO（左ストレート→パウンド） | UFC 260: Miocic vs. Ngannou 2                                     | 2021年3月27日  |
| ×    | ジョナサン・マルチネス   | 5分5R終了 判定0-3                   | UFC Fight Night: Ortega vs. The Korean Zombie                     | 2020年10月18日 |
| ×    | ロブ・フォント           | 2R 2:24 TKO（右アッパー）           | UFC 220: Miocic vs. Ngannou                                       | 2018年1月20日  |
| ×    | ジミー・リベラ           | 5分3R終了 判定0-3                   | UFC on FOX 25: Weidman vs. Gastelum                               | 2017年7月22日  |
| ○    | アルバート・モラレス     | 2R 1:37 TKO（スタンドパンチ連打）   | UFC Fight Night: Bader vs. Nogueira 2                             | 2016年11月19日 |
| ×    | コーディ・ガーブラント   | 1R 2:53 KO（右フック→パウンド）     | UFC Fight Night: Almeida vs. Garbrandt                            | 2016年5月29日  |
| ○    | アンソニー・バーチャック | 1R 4:24 KO（右ストレート）          | UFC Fight Night: Belfort vs. Henderson 3                          | 2015年11月7日  |
| ○    | ブラッド・ピケット       | 2R 0:29 KO（左跳び膝蹴り）          | UFC 189: Mendes vs. McGregor                                      | 2015年7月11日  |
| ○    | イヴ・ジャブエン         | 1R 4:18 TKO（スタンドパンチ連打）   | UFC 186: Johnson vs. Horiguchi                                    | 2015年4月25日  |
| ○    | ティム・ゴーマン         | 5分3R終了 判定3-0                   | UFC Fight Night: Shogun vs. St. Preux                             | 2014年11月8日  |
| ○    | カイオ・マチャド         | 1R 4:17 KO（左ボディブロー）        | Legacy Fighting Championship 32 【Legacy FCバンタム級王座決定戦】 | 2014年6月20日  |
| ○    | ヴィニシウス・ザーニ     | 4R 3:52 TKO（パンチ連打）           | MMA Super Heroes 3 【MMASHバンタム級王座決定戦】                  | 2014年3月30日  |
| ○    | ジョルジェ・パクラリウ   | 1R 4:31 TKO（パンチ連打）           | Legacy Fighting Championship 26                                   | 2013年12月6日  |
| ○    | セミール・シウバ         | 1R 4:42 TKO（パンチ連打）           | Standout Fighting Tournament                                      | 2013年9月20日  |
| ○    | ヴィウリジィ・ヴィアナ   | 1R 0:47 TKO（パンチ連打）           | Alfenas Balada Fight 1: Almeida vs. Viana                         | 2013年8月9日   |
| ○    | ヴァウジネス・シウバ     | 1R 2:46 KO（打撃）                  | MMA Super Heroes 1                                                | 2013年7月13日  |
| ○    | ジョゼ・アレッシャンドリ | 1R 3:18 TKO（パンチ連打）           | Bison FC 1: Almeida vs. Reborn                                    | 2013年7月4日   |
| ○    | ジウマール・シウバ       | 1R 2:32 TKO（パンチ連打）           | Fair Fight: MMA Edition                                           | 2012年12月16日 |
| ○    | パク・ヒョンソン         | 1R 2:28 KO（肘打ち）                | Legacy Fighting Championship 15                                   | 2012年11月16日 |
| ○    | ヴァンデル・コヘア       | 1R 2:21 KO（パンチ）                | Predador FC 22                                                    | 2012年10月20日 |
| ○    | ミシェウ・イゲンホ       | 1R 3:02 TKO（パンチ連打）           | Predador FC 21                                                    | 2012年8月11日  |
| ○    | サムエル・リマ・ブリトー | 1R 1:32 ギロチンチョーク            | Gladiador Fight 3                                                 | 2012年5月19日  |
| ○    | イヴォネイ・プリドニク   | 1R 1:21 TKO（パンチ連打）           | Nitrix Champion Fight 11                                          | 2012年5月5日   |
| ○    | エジミウソン・アタナジオ | 1R 1:57 TKO（パンチ連打）           | Union Combat 1                                                    | 2012年4月4日   |
| ○    | ジョルジ・フェルナンド   | 1R 0:47 腕ひしぎ十字固め            | Gold Fight Selection 2                                            | 2012年2月25日  |
| ○    | ダニーロ・モリーナ       | 1R 2:16 腕ひしぎ十字固め            | Thai Fight 3                                                      | 2011年11月29日 |
| ○    | ジャクソン・デ・パデュア | 1R 2:14 ニンジャチョーク            | Brazil Regional 2                                                 | 2011年9月24日  |

## 獲得タイトル
- MMASHバンタム級王座（2014年）
- 第3代Legacy FCバンタム級王座（2014年）

## 表彰
- ブラジリアン柔術 茶帯
- ムエタイ 黒帯
- UFC ファイト・オブ・ザ・ナイト（1回）
- UFC パフォーマンス・オブ・ザ・ナイト（4回）